# Ouro Dallam
Pour les articles homonymes, voir Ouro.
Ouro Dallam ou Ouro Dalam est un village du Cameroun situé dans le département de la Bénoué et la région du Nord. Il fait partie de la commune de Gashiga et de l'arrondissement de Demsa.